# Turó del Mig (Viladrau)
El Turó del Mig és una muntanya de 1.582 metres que es troba al municipi de Viladrau, a la comarca d'Osona.